# Hubert Drouais

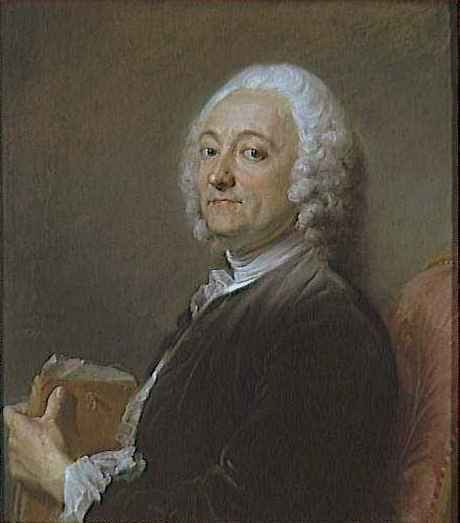
Hubert Drouais (1754) von Jean-Baptiste Perronneau

Hubert Drouais (* 5. Mai 1699 in Pont-Audemer; † 9. Februar 1767 in Paris) war ein französischer Maler, Porträtist und Miniaturist.

## Leben
Drouais wurde als Sohn des Malers Jean Drouais und der Anne Talon geboren. Wie sein Vater wollte auch er Maler werden und erhielt seine erste Ausbildung von diesem. Für seine weitere Ausbildung ging er zunächst nach Rouen, entschloss sich aber bald, nach Paris zu wechseln. Seine Reisekosten vermochte er nur dadurch zu finanzieren, dass er auf dem Weg dahin arbeitete.
Als der bald beste Schüler von François de Troy begann er, sich auf das Porträtieren zu spezialisieren. Dieser stand durch die eigene Ausbildung bei Hyacinthe Rigaud in der Tradition von van Dyck. Er gewann schnell eine Leichtigkeit und Sicherheit, die ihn zu einem führenden Maler des Genres werden ließ.
Nach dem Tod von Troy arbeitete er bei Jean-Baptiste van Loo, Jean-Baptiste Oudry und Jean-Marc Nattier und brachte sich damit am Hof Ludwigs XV. ins Gespräch. Hierdurch wurde er nicht nur Porträtist von Prinzen und Prinzessinnen, sondern auch verschiedener Schauspielerinnen der Comédie-Française und Opernsängerinnen, wie Marie Camargo, Melle Gautier, Melle Pelissier und Mademoiselle Gaussin.
Drouais wurde am 29. November 1730 in die Académie royale de peinture et de sculpture aufgenommen. Er hatte zwei Kinder mit Margaret Lusurier, die er am 22. Februar 1727 geheiratet hatte. Sein Sohn François-Hubert und sein Enkel Jean-Germain wurden ebenfalls anerkannte Maler wie er.

## Werke (Auswahl)
- Robert le Lorrain (1666–1743)
- Mademoiselle Marie Pelissier
- Joseph Christophe (1662–1748)
- Mademoiselle Gauthier, 1737
- Madame de France, 1741

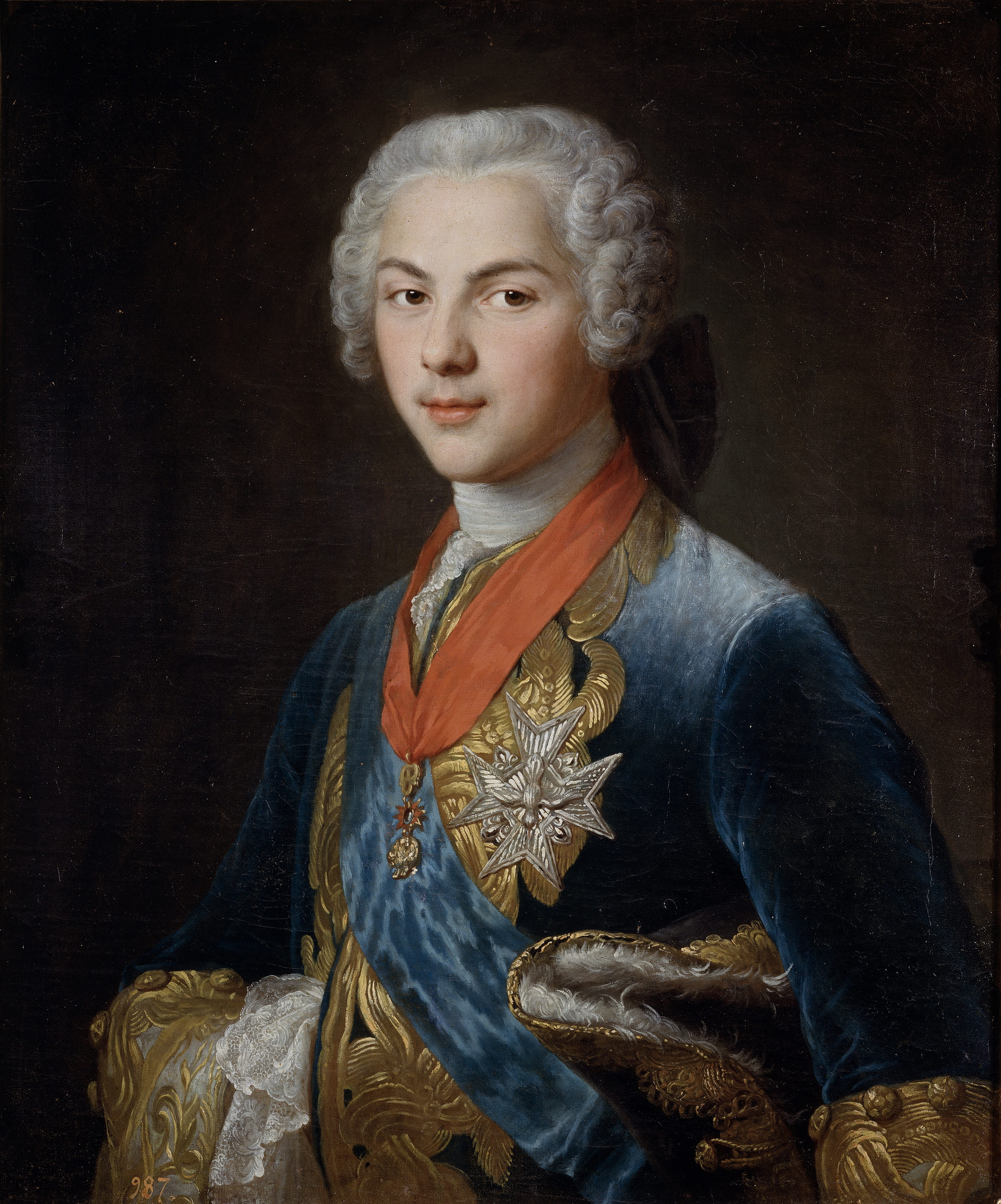
Dauphin Louis Ferdinand de Bourbon

- Monsieur le Vicomte de Courtenier, 1741
- Madame la Vicomtesse de Courtenier, 1741
- Madame Héry
- Madame Courgy
- Mademoiselle Gossin tenant un livre, 1746
- Mademoiselle Drouais, sa fille, tenant un chat, 1746
- Le Fils de l'Auteur, 1746
- Monsieur Jacquemain tenant un crayon, 1746
- Mademoiselle ***, 1746
- Mademoiselle *** tenant des fleurs, 1746
- Demoiselle qui rit, 1746
- La Camargo